# Séverine Autesserre
Séverine Autesserre (née le 6 décembre 1976 à Paris) est une auteure, politologue, et chercheuse franco-américaine. Elle travaille sur la construction et le maintien de la paix, l'aide humanitaire et le conflit en République démocratique du Congo.
Elle est professeure, titulaire de la chaire Ann Whitney Olin, et directrice du département de sciences politiques au sein de la faculté Barnard de l’université Columbia (États-Unis), où elle se spécialise dans les  relations internationales et les études africaines. Ses recherches ont influencé les interventions politiques ainsi que les débats académiques sur la consolidation de la paix et sur le Congo. Elle fait partie des chercheurs les plus cités au monde.
Avant de devenir professeur, elle a travaillé pour des agences humanitaires et de développement en Afghanistan, au Kosovo, en République démocratique du Congo, au Nicaragua et en Inde.

## Biographie
Séverine Autesserre a grandi à Paris, où ses parents travaillaient pour Radio France,. Elle a effectué la première partie de ses études en France, obtenant un master de Sciences Po Paris en 1999, et elle a continué ses études aux États-Unis, où elle a obtenu un master en relations internationales à l’université Columbia en 2000, un doctorat en science politique à l'université de New York en 2006, et un post-doctorat à l’université Yale en 2007),.
Séverine Autesserre a travaillé pour Médecins sans frontières, Médecins du monde, Action contre la faim, et l'Organisation des Nations unies, et elle a enseigné à l'université de New York et à l'université Yale,,.
Elle conduit actuellement ses recherches à l’université Columbia, où elle enseigne à la faculté Barnard, la School of International and Public Affairs et la Graduate School of Arts and Sciences. Elle donne des cours de premier, second et troisième cycle sur des sujets autour des sciences politiques, des droits de l'homme et des études africaines. Elle supervise aussi des doctorants, et elle dirige le département de sciences politiques de la faculté Barnard.

## Œuvre
Le premier livre de Séverine Autesserre, The Trouble with the Congo: Local Violence and the Failure of International Peacebuilding, publié par Cambridge University Press en 2010, porte sur la violence locale et l'intervention internationale dans l'Est de la République démocratique du Congo. Ce livre explique pourquoi les efforts internationaux pour mettre fin aux guerres civiles échouent si souvent. Se basant sur plus de 330 interviews et un an et demi de recherches de terrain, ce livre étudie l'intervention internationale en République démocratique du Congo au cours de la période dite de transition (2003-2006), période au cours de laquelle le Congo a tenté (sans succès) de passer d’une situation de guerre à un état de paix et à la démocratie. L’argument central du livre consiste à démontrer que des rivalités locales autour de l’accès à la terre, des ressources économiques et du pouvoir politique décentralisé sont à la source de grand nombre de violences. Les professionnels de la paix déployés au Congo n’ont cependant pas accordé l’attention nécessaire à ces problèmes localisés, dû à leur culture spécifique qui a rendu impossible toute action sur les conflits locaux et a ainsi condamné les efforts internationaux à l’échec. Les recherches pour ce projet ont été publiées dans Foreign Affairs, International Organization, Review of African Political Economy, African Studies Review, African Security Review, International Peacekeeping, Revista de Relaciones Internationales et Journal of Humanitarian Assistance.
Cambridge University Press a également publié son deuxième livre, Peaceland: Conflict Resolution and the Everyday Politics of International Intervention, en 2014 (livre traduit en Espagnol en 2018). Ce livre présente les éléments quotidiens qui influencent l’efficacité des interventions internationales de construction de la paix sur le terrain. Il s’appuie sur des recherches de terrain dans l'Est de la République démocratique du Congo ainsi que sur des recherches comparatives au Burundi, à Chypre, en Israël et dans les territoires palestiniens, au Soudan du Sud et au Timor oriental. Le livre démontre que de nombreux aspects des interventions internationales de paix sont inefficaces, voire contreproductives, et étudie pourquoi en dépit de ce savoir – partagé par de nombreux praticiens – ils continuent à être mis en œuvre. Peaceland démontre que les dimensions quotidiennes des actions des professionnels de la paix sur le terrains, telles que les habitudes sociales des expatriés et leurs approches habituelles de collecte d’information sur la violence, influencent fortement l'efficacité de la construction de la paix. À travers cette analyse de la vie quotidienne et du travail journalier des professionnels de la paix, Peaceland propose des solutions novatrices pour mieux aider les populations locales à construire une paix durable.
Le troisième livre de Séverine Autesserre a été publié en anglais sous le titre The Frontlines of Peace: An Insider's Guide to Changing the World, en français sous le titre Sur les fronts de la paix: Guide de l'activiste pour un monde nouveau en 2023, , et en Japonais sous le titre 平和をつくる方法. Le livre raconte les histoires d'individus qui ont construit la paix dans leurs communautés dans divers pays du monde (Congo, Columbie, Somalie, Israel et Territoires Palestiniens, États-Unis; etc) et propose une nouvelle façon de lutter contre la violence et de mettre fin aux guerres. Les recherches et les conclusions préliminaires du livre ont été publiées dans International Peacekeeping, International Studies Review, le Washington Post,, et Foreign Affairs,,.

## Influence
Les recherches et publications de Séverine Autesserre ont influencé les débats publics et les politiques internationales sur la construction de la paix et sur la République démocratique du Congo. Ses livres l'ont positionnée comme « une voix incontournable » sur les interventions humanitaires internationales et « une figure incontournable du 'tournant local'» de la recherche sur la paix. Ses publications sur la construction de la paix ont aidé à façonner des stratégies d'intervention pour plusieurs départements des Nations unies,, plusieurs ministères des affaires étrangères, ainsi que des philanthropes, des activistes et des organisations non gouvernementales. Sa recherche a été citée devant la Chambre des députés américaine et la législature canadienne. Ses publications ont contribué à attirer l’attention des législateurs et des activistes qui travaillent en République Démocratique du Congo sur la résolution des conflits locaux,. Séverine Autesserre est considérée par ses collègues comme « l'une des principaux penseurs de la consolidation de la paix internationale »  et  quelqu'un qui a « révolutionné non seulement les études sur la sécurité internationale en général mais aussi les études et la pratique de la que la construction de la paix en particulier ».
En avril 2021, Séverine Autesserre a présenté The Frontlines of Peace au Conseil de sécurité des Nations unies. Son livre a reçu de nombreuses critiques positives, comme dans le New York Times et Le Soir, ainsi qu'une recommandation de Gideon Rachman du Financial Times qui a répertorié le livre dans le cadre de ses "Summer Books of 2021".
Séverine Autesserre est l'un des auteurs les plus cités au monde,,. Elle a été nommée chevalière dans l'ordre des palmes académiques par le gouvernement francais en 2023. Elle est l'un des sept personnages principaux de la pièce Among Wolves écrite par Timothy Pachirat, et son TED talk a été visionné plus de 820,000 fois.